# I-121 (sous-marin)
Le sous-marin japonais I-121  (イ-121) est un submersible de la marine impériale japonaise, navire de tête de la classe I-121 (伊百二十一型潜水艦, I-hyaku-ni-jū-ichi-gata sensuikan) ou type Kiraisen (機雷潜型潜水艦, Kiraisen-gata sensuikan) en service durant la Seconde Guerre mondiale.
Durant ce dernier conflit, il a mené des opérations de soutien à l'invasion japonaise de la Malaisie, à l'invasion japonaise des Philippines, au bombardement de Darwin, à la bataille de Midway, à la campagne de Guadalcanal, à la bataille des Salomon orientales et à la campagne de Nouvelle-Guinée. Il a capitulé à la fin de la guerre en 1945 et a été sabordée en 1946.
Après avoir été renuméroté I-121 en 1938, le numéro I-21 a été attribué à un sous-marin ultérieur qui a également servi pendant la Seconde Guerre mondiale.

## Conception
Les quatre sous-marins de la classe I-121 – I-21, I-22, I-23 et I-24, renommés respectivement I-121, I-122, I-123 et I-124 le 1er juin 1938,,, - étaient les seuls sous-marins mouilleur de mines de la marine impériale japonaise. Leur conception était basée sur celle du sous-marin mouilleur de mines U-125 de la marine impériale allemande, un sous-marin de type UE II qui était le plus grand des sept sous-marins allemands transférés à l'empire du Japon en tant qu'indemnité de guerre après la Première Guerre mondiale et qui a servi dans la marine impériale japonaise sous le nom de O-6 de 1920 à 1921. Comme le UB-125, les sous-marins de type Kiraisen étaient équipés de deux moteurs diesel d'une puissance combinée de 2 400 chevaux (1 790 kW), pouvaient transporter 42 mines, et possédaient quatre tubes lance-torpilles et un canon de pont unique de 140 mm sur les sous-marins japonais par opposition à un canon de 150 mm sur l'UB-125. Par rapport au sous-marin allemand, ils étaient plus grands - 3 m de plus, et déplaçaient 220 tonnes de plus en surface et 300 tonnes de plus en immersion - et avaient une plus grande portée en surface - 970 milles nautiques (1 800 km) plus loin à 8 noeuds (15 km/h) et immergée - 5 milles nautiques (9,3 km) plus loin à 4,5 nœuds (8,3 km/h). Ils étaient 0,2 nœud (0,37 km/h) plus lent que le UB-125, à la fois en surface et en immersion, transportaient deux torpilles de moins et ne pouvaient plonger qu'à 61 m (200 pieds), contre 76 m (250 pieds) pour le UB-125.

## Construction et mise en service
Construit par le chantier naval Kawasaki à Kobe, au Japon, le I-121 a été mis sur cale le 20 octobre 1924 sous le nom de sous-marin n° 48. Alors qu'il était en cours de construction, il a été rebaptisé I-21 le 1er novembre 1924. Il a été lancé le 30 mars 1926 et a été achevé et mis en service le 31 mars 1927.Il est commissionné le 31 mars 1927.

## Histoire du service

### Début de service
Lors de sa mise en service, le I-21 a été affecté au district naval de Kure. Le 9 mars 1928, alors qu'il effectuait des essais de vitesse au large de la baie de Yokosuka, il est entré en collision avec le destroyer Shiokaze, qui était en route pour effectuer des essais de lancement de torpilles. Il n'y a eu aucune victime à bord des deux navires, mais ceux-ci ont subi de légères avaries. La proue du I-21 a été pliée de 60 degrés sur tribord. Il s'est dirigé vers Yokosuka, où il a subi des réparations.
Le 15 mars 1933, le I-21 fut mis hors service et placé en réserve. Il fut remis en service le 15 novembre 1933. Après que son navire jumeau (sister ship), le I-24, eut subi des dommages à ses ballasts principaux pendant que le I-23 et le I-24 effectuaient des essais de plongée profonde le 25 mai 1935, le I-21 fut de nouveau mis hors service le 15 novembre 1935 afin de renforcer ses ballasts principaux. En 1936, la profondeur de plongée prévue des quatre sous-marins de sa classe fut limitée à 55 m. Une fois les travaux sur les ballasts terminés, le I-21 fut remis en service le 20 mars 1937.

### Deuxième guerre sino-japonaise
Le 7 juillet 1937 a eu lieu le premier jour de l'incident du pont Marco-Polo, qui a marqué le début de la seconde guerre sino-japonaise. En septembre 1937, la 13e division sous-marine, composée du I-21 et de son navire jumeau le I-22, s'est installée sur une base à Tsingtao, en Chine, et a commencé à opérer dans les eaux du nord de la Chine dans le cadre d'un blocus japonais contre la Chine,. En décembre 1937, le croiseur léger Kuma est arrivé à Tsingtao pour servir de navire amiral au 3e escadron sous-marin, composé des I-21, I-22, I-23 et I-24.
Les I-21 et I-22 ont reçu l'ordre de couvrir à distance le Kuma alors qu'il mettait une unité de la Force navale spéciale de débarquement (FNSD) à terre au large de Chefoo, en Chine, le 3 février 1938, mais les deux sous-marins ont connu des problèmes de moteur qui les ont empêchés de faire route pour soutenir le Kuma. Les deux sous-marins ont connu un plus grand succès le 22 mars 1938, lorsqu'ils ont débarqué 30 troupes de la FNSD basées à Shanghai sur l'île Liukung dans la baie de Weihai.
Le 1er juin 1938, le I-21 est renuméroté I-121, libérant ainsi son ancien numéro pour le nouveau sous-marin I-21, dont la quille a été posée cette année-là. Dans un effort pour réduire les tensions internationales liées au conflit en Chine, le Japon a retiré ses sous-marins des eaux chinoises en décembre 1938, et le I-121 est retourné au Japon.

### 1939–1941
Au milieu de l'année 1940, le I-121 et ses trois navires jumeaux - qui, comme lui, avaient été renumérotés le 1er juin 1938, le I-22 devenant le I-122, le I-23 devenant le I-123 et le I-24 devenant le I-124 - ont été transformés en sous-marins ravitailleurs. Conservant leurs capacités de pose de mines et de torpilles, ils ont été modifiés pour que chacun d'entre eux puisse transporter 15 tonnes d'essence d'aviation avec lesquelles il est possible de ravitailler les hydravions, ce qui permet aux hydravions d'étendre leur rayon d'action lors des missions de reconnaissance et de bombardement en allant à la rencontre des sous-marins dans les ports et les lagunes pour obtenir plus de carburant.
Du 30 janvier au 4 février 1941, le I-121 a temporairement remplacé le I-122 comme vaisseau amiral de la 13e division sous-marine.
Alors que la marine impériale japonaise commençait à se déployer en novembre 1941 en prévision du conflit imminent dans le Pacifique, le I-121 a quitté Yokosuka à destination de Sanya sur l'île Hainan en Chine. Il y est arrivé avant la fin novembre.

### Seconde Guerre mondiale

#### Première patrouille de guerre
Le 1er décembre 1941, le I-121 quitta Sanya pour commencer ce qui allait devenir sa première patrouille de guerre. Il reçut le 2 décembre 1941 de la Flotte Combinée le message "Escaladez le Mont Niitaka 1208" (en japonais : Niitakayama nobore 1208), indiquant que la guerre avec les Alliés commencerait le 8 décembre 1941, heure du Japon (7 décembre 1941 de l'autre côté de la ligne internationale de changement de date à Hawaï, où la guerre commencerait avec l'attaque du Japon sur Pearl Harbor).
Le 7 décembre 1941, le I-121 a posé quarante-deux mines de type 88 Mark 1 au nord-est de Singapour, à proximité de la position géographique de 0° 40′ N, 115° 00′ E. Il a ensuite pris son poste de patrouille au large de l'entrée orientale du détroit de Johore. En Asie de l'Est, la Seconde Guerre mondiale a commencé le 8 décembre 1941, et les forces japonaises ont envahi la Malaisie britannique au nord de Singapour ce jour-là. Réaffecté à la Force sous-marine du Sud, il a fait escale dans la baie de Cam Ranh en Indochine française occupée par les Japonais le 12 décembre 1941, puis a repris la route le même jour pour soutenir l'invasion japonaise des Philippines, à destination des environs de Davao sur Mindanao. Réaffecté au groupe de sous-marins "A" avec les I-122, I-123 et I-124 le 26 décembre 1941, il a terminé sa patrouille le 27 décembre 1941 avec son arrivée à Davao, nouvellement capturée.

#### Seconde patrouille de guerre
Le 5 janvier 1942, le I-121 partit de Davao pour commencer sa deuxième patrouille de guerre, chargée de poser des mines à l'entrée de Port Darwin, en Australie, que la United States Asiatic Fleet (Flotte asiatique des États-Unis) avait fait sa principale base logistique après s'être retirée de ses bases aux Philippines. À 5h30 le 11 janvier 1942, il attaqua sans succès un destroyer allié non identifié dans la mer de Timor, au large des côtes du Territoire du Nord de l'Australie, au sud-ouest des îles Tiwi. À 4h55 le 12 janvier 1942, il avait posé 39 mines dans le détroit de Clarence entre l'île Melville et le continent australien, après quoi il retourna dans sa zone de patrouille en mer de Timor. Il poursuivit un navire marchand allié non identifié, escorté par un patrouilleur, dans la mer de Timor, à l'ouest de Wetar, le 18 janvier 1942, et lui lança trois torpilles. Il retourna ensuite dans le détroit de Clarence, où, le 21 janvier 1942, trois patrouilleurs alliés l'attaquèrent, larguèrent 42 grenades sous-marines et endommagèrent deux de ses réservoirs de carburant.
Ne sachant pas que des navires de la Royal Australian Navy avaient coulé le I-124 le 20 janvier 1942, le I-121 quitta sa zone de patrouille le 25 janvier 1942 pour rejoindre le I-124. Il atteignit le point de rendez-vous le 28 janvier 1942 à 4 heures et erra dans la zone jusqu'à 23 heures en attendant le I-124. Comme le I-124 n'arrivait pas, le I-121 mit le cap sur Davao, où il arriva avec le I-122 le 30 janvier 1942. A Davao, il prit du carburant, des munitions et des fournitures du ravitailleur de sous-marins Chōgei et fit réparer ses réservoirs de carburant endommagés.

#### Troisième patrouille de guerre
En compagnie du I-122, le I-121 a quitté Davao le 9 février 1942 pour commencer sa troisième patrouille de guerre, avec pour mission principale de soutenir une attaque aérienne imminente sur Port Darwin par les avions des porte-avions de la Force mobile du vice-amiral Chuichi Nagumo et des avions basés à terre d'Ambon et de Kendari, Célèbes. Ses tâches spécifiques comprenaient une reconnaissance de Port Darwin avant l'attaque et la transmission depuis la mer d'Arafura au large du nord de l'Australie de rapports météorologiques aux navires de Nagumo, qui s'approcheraient depuis Palau. Après avoir patrouillé à 300 milles nautiques (560 km) au nord-est de Morotai, il se sépare du I-122 - qui se dirige indépendamment vers le sud-est - le 13 février 1942 et se dirige seul vers le sud. Au coucher du soleil, le 16 février 1942, le I-121 a atteint sa zone de patrouille à 50 milles nautiques (93 km) au nord-ouest de Darwin, en Australie.
Le 18 février 1942, le I-121 fit surface avant le coucher du soleil pour recharger ses batteries, mais dut plonger en catastrophe lorsqu'un avion de patrouille australien le mitrailla. La nuit tombée, il refit surface pour finir de recharger ses batteries, et à 20h30, il envoya un bulletin météo aux navires de Nagumo, qui faisaient route depuis Palau. À 9h57 ce matin-là, 188 avions des porte-avions de Nagumo lancèrent une attaque sur le port, les aérodromes et le centre urbain de Darwin, suivie d'un raid de 55 bombardiers japonais basés à terre. L'attaque coula huit navires, endommagea neuf bateaux, détruisit 15 avions et endommagea les structures de la ville elle-même. Cette attaque est connue sous le nom de bombardement de Darwin.
Le I-121 quitta son poste de patrouille le 25 février 1942 et se dirigea vers la baie de Staring, sur la péninsule sud-est de Célèbes, juste au sud-est de Kendari, où il termina sa patrouille par un rendez-vous avec le Chōgei, qui s'y était installé depuis Davao. Après s'être ravitaillés en carburant, le I-121 quitta la baie de Staring en compagnie du I-122 le 10 mars 1942 - le jour même où ils étaient directement subordonnés au quartier général de la Flotte Combinée - et se dirigèrent vers le Japon. Ils arrivèrent à Kure le 21 mars 1942 pour y subir des réparations. Pendant qu'ils y étaient, le 6e Escadron de sous-marins fut dissous le 10 avril 1942, et leur division - la 13e division de sous-marins- fut directement subordonnée à la 6e Flotte.

#### Opération Midway
Une fois ses réparations terminées, le I-121 quitta Kure pour Kwajalein le 8 mai 1942, se déployant pour participer à l'opération Mi, l'invasion japonaise prévue de l'atoll de Midway. Il s'arrêta à Kwajalein du 19 au 21 mai 1942, lorsqu'il se mit en route pour soutenir une phase préliminaire de l'opération Midway, l'opération K-2, qui demandait aux I-121 et I-123 de ravitailler deux hydravions Kawanishi H8K (nom de code allié "Emily") sur les hauts-fonds de la Frégate française dans les îles hawaïennes du nord-ouest, afin que les deux appareils puissent effectuer un vol de reconnaissance au-dessus de Pearl Harbor, tandis que le I-122 patrouillait au sud de Pearl Harbor pour sauver les équipages des avions s'ils étaient abattus et que le sous-marin I-171 opérait à l'est du banc de sable de la Frégate française pour fournir une balise radio aux avions. Lorsque le I-123 arriva au large du banc de sable de la Frégate française fin mai 1942, il découvrit cependant que les transports d'hydravions USS Ballard (AVD-10) et USS Thornton (AVD-11) de l'US Navy y opéraient déjà, et l'opération K-2 fut annulée,.
Le I-121 a reçu un rapport du I-123 de l'activité américaine sur le banc de sable de la Frégate française le 30 mai 1942. Il a été informé de l'annulation de l'opération K-2 le 31 mai 1942, et ce jour-là a reçu l'ordre de continuer à patrouiller dans les environs du banc de sable de la Frégate française. La bataille de Midway a commencé le 4 juin 1942, et ce jour-là, le I-121 et le I-123 ont reçu l'ordre de se déplacer vers l'ouest dans de nouvelles zones de patrouille. Le 5 juin 1942, alors qu'il se trouvait au sud-ouest de l'île Lisianski en route vers sa nouvelle zone de patrouille, le I-121 aperçut en surface le sous-marin USS Dolphin (SS-169) se dirigeant vers le nord-est. À 14h59, heure locale, le Dolphin aperçut le périscope du I-121 à 1 800 m derrière lui et se mit hors de portée avant que le I-121 ne puisse obtenir une solution de tir contre lui.
La bataille de Midway s'est terminée le 7 juin 1942 par une défaite japonaise décisive et les Japonais ont annulé l'invasion de Midway. Le I-121 a conclu sa patrouille par son arrivée à Kwajalein en compagnie du I-122 et du I-123 le 25 juin 1942. Il est ensuite retourné au Japon, arrivant à Yokosuka.

#### Campagne de Guadalcanal
Vers la fin du séjour du I-121 à Yokosuka, la 13e division de sous-marins a été resubordonnée au 7e escadron de sous-marins de la 8e Flotte le 14 juillet 1942. Le 16 juillet 1942, il a quitté Yokosuka pour prendre ses nouvelles fonctions, faisant escale à Truk du 24 au 31 juillet 1942 et arrivant à Rabaul en Nouvelle-Bretagne le 4 août 1942.
Alors que le I-121 était à Rabaul, la campagne de Guadalcanal commença le 7 août 1942 avec des débarquements amphibies américains à Guadalcanal, Tulagi, les îles Florida, Gavutu et Tanambogo dans le sud-est des îles Salomon. Le 8 août 1942, le sous-marin américain USS S-38 (SS-143) aperçut le I-121 en surface à 30 milles nautiques (56 km) au sud de Cape St. George en Nouvelle-Irlande, mais ne put l'attaquer. Du 15 au 17 août 1942, le I-121 a effectué une reconnaissance des routes de Lungga au large de Guadalcanal. Le 18 août 1942, il s'est installé dans une nouvelle zone de patrouille au sud-est de San Cristobal et son escadron, le 13e escadron de sous-marins, a été rattaché à la Force avancée le 21 août 1942. Dans sa nouvelle zone de patrouille, le 22 août 1941, le I-121 attaqua sans succès la Task Force 16 de l'US Navy  à 50 milles nautiques (93 km) au sud-est de San Cristobal. Une de ses torpilles fit une brève percée alors qu'elle passait entre le porte-avions USS Enterprise (CV-6) et le croiseur lourd USS Portland (CA-33).
Les 24 et 25 août 1942, la Task Force 16 participa à la bataille des Salomon orientales, au cours de laquelle le Enterprise subit des dommages. Le 26 août 1942, le I-121 reçut l'ordre de se déplacer vers le sud pour intercepter le Enterprise, qui se retirait pour effectuer des réparations. Le 27 août 1942, le I-121 était en surface en train de recharger ses batteries lorsque deux bombardiers en piqué Douglas SBD Dauntless du porte-avions USS Wasp (CV-7) l'attaquèrent à 6h30. Alors qu'il était immergé, une bombe frappa son compartiment vide de stockage de mines. Les dégâts ont provoqué une grave fuite, et quelques heures plus tard, il a refait surface pour effectuer des réparations d'urgence. Incapable de plonger pour le reste de sa patrouille malgré les réparations, il s'est dirigé vers Rabaul. Le 28 août 1942, à 80 milles nautiques (150 km) au nord-est de San Cristobal, en route vers Rabaul, il aperçut un porte-avions et plusieurs destroyers à 4h30, et à 8h00, un porte-avions, deux croiseurs et quatre destroyers, mais il arriva à Rabaul sans autre incident à 15h00 le 4 septembre 1942.
Après d'autres réparations, le I-121 partit de Rabaul le 8 septembre 1942 à destination du Japon. Arrivé à Kure le 20 septembre 1942, il fut révisé.

#### Campagne en Nouvelle Guinée
Une fois les réparations et la révision terminées, le I-121 quitta Kure le 1er décembre 1942, s'arrêta à Truk du 10 au 17 décembre 1942, et arriva à Rabaul le 21 décembre 1942, où il fut réaffecté au groupe de sous-marins "B". Réaffecté au groupe de sous-marins "D", il repartit de Rabaul le 4 janvier 1943, patrouille au sud-est de la Nouvelle-Guinée et revient à Rabaul le 25 janvier 1943. Le 29 janvier 1943, il reprit la mer depuis Rabaul, cette fois pour ravitailler les hydravions de reconnaissance aux Récifs indispensables, opération dont il revint le 10 février 1943. Parti de Rabaul le 14 février 1943, il fit escale à Truk du 18 au 23 février, puis se dirigea vers le Japon, où il arriva à Kure le 5 mars 1943 pour une révision. Pendant qu'il était à Kure, son escadron, le 7e escadron de sous-marins, fut réaffecté à la Flotte de secteur sud-est.
Le 25 avril 1943, le I-121 quitta Kure à destination de Rabaul, qu'il atteignit le 7 mai 1943. Il fit ensuite son premier voyage de ravitaillement à Lae, en Nouvelle-Guinée, quittant Rabaul le 10 mai, arrivant à Lae le 14 mai, déposant 26 tonnes de nourriture et de munitions, embarquant 15 soldats, et repartant le même jour pour retourner à Rabaul, où il arriva le 17 mai 1943. Le 19 mai 1943, il repartit pour Lae pour son deuxième ravitaillement, mais des problèmes de moteur l'obligent à revenir à Rabaul le 22 mai 1943, mais son troisième voyage est plus réussi: il part de Rabaul le 23 mai, dépose 26 tonnes de vivres et de munitions à Lae le 26 mai, et revient à Rabaul le 29 mai 1943. Le 31 mai 1943, la 13e division de sous-marins fut dissoute, et les I-121 et I-122 furent rattachés directement au quartier général du 7e escadron de sous-marins.
Le I-121 continua à effectuer des transports de ravitaillement vers Lae tout au long des mois de juin et juillet et jusqu'au début du mois d'août 1943. Il commença son quatrième transport de ravitaillement depuis Rabaul le 1er juin 1943, déchargeant 26,5 tonnes de nourriture et de munitions à Lae le 3 juin et embarquant 15 soldats, partant le même jour, et arrivant à Rabaul le 6 juin 1943. Son cinquième transport commença le 8 juin; il atteignit Lae le 10 juin 1943, en déposant à nouveau 26,5 tonnes de nourriture et de munitions et embarqua 15 soldats, et partit le même jour, arrivant à Rabaul le 13 juin 1943. Lors de sa sixième traversée, il partit de Rabaul le 20 juin 1943 et déchargea 26,5 tonnes de nourriture et de munitions à Lae le 22 juin 1943, partant pour Rabaul le même jour. Ensuite, il fit trois autres traversées de ravitaillement au cours desquelles il fit escale à Lae les 7 juillet, 27 juillet et 3 août 1943.
Le 15 août 1943, le I-121 a été transféré à l'unité de garde de Kure au Japon. Avant de partir pour le Japon, il a effectué un dernier ravitaillement à Lae, sa dixième, quittant Rabaul le 19 août 1943 et arrivant à Lae le 20 août. Ensuite, il s'est dirigé vers le Japon, arrivant à Kure le 1er septembre 1943.

#### Eaux intérieures
Après leur arrivée au Japon, les vieux I-121 et I-122, alors considérés comme obsolètes, ont été retirés du combat et affectés à la base navale de Kure en tant que navires d'entraînement. En décembre 1943, ils faisaient partie de la 18e division de sous-marins avec les sous-marins I-153, I-154 et I-155, qui avaient également été relégués à un rôle d'entraînement. Le 5 janvier 1944, le I-121 et le sous-marin I-159 ont participé à la première phase des expériences de camouflage de sous-marins menées par l'École navale de sous-marins dans la mer intérieure de Seto, dont la coque et les côtés des tours de contrôle étaient apparemment peints en gris-vert. Entre le 23 et le 25 février 1945, les deux sous-marins ont participé à la deuxième phase des expériences, toujours dans la mer intérieure de Seto, avec le même motif de camouflage étendu à leurs ponts.
Le 20 avril 1945, le I-121 et le I-122 ont été resubordonnées à la 33e division de sous-marins de l'escadron de sous-marins de Kure. Le I-121 a été transféré à la base navale de Maizuru le 12 juin 1945 et y est resté jusqu'à la fin de la Seconde Guerre mondiale.
Les hostilités ont cessé le 15 août 1945 et le Japon s'est officiellement rendu le 2 septembre 1945. Le I-121 s'est rendu aux Alliés en septembre 1945 à Maizuru.

### Disposition finale
Le I-121 a été rayé de la liste de la marine le 30 novembre 1945, et la marine américaine l'a sabordé avec les sous-marins Ro-68 et Ro-500 dans la baie de Wakasa au large de Kanmurijima en mer du Japon le 30 avril 1946.